# فلوريسكين (الاستخدام الطبي)
فلوريسكين تُستَخدم لِلمساعدة في تَشخيص عَدد مِن أمراض العين الفيروسية. عِندَ تَطبيقها كَقطرة أو داخل شريط من الورق على سطح العين، يتم استخدامه لِلمساعدة في الكَشف عَن إصابات العين مِثل الأجسام الغَريبة وخدش القرنية.
عندما تُعطى عَن طريق الفم أو الحقن في الوريد، فإنه يُستخدم لِلمساعدة في تَقييم الأوعية الدموية في الجزء الخلفي من شبكية العين من خلال تصوير الأوعية.
عند تطبيقها على سطح العين فإن الآثار الجانبية قد تَشمل: فَترة وَجيزة مِن زغللة العين وتَلَوُّن العدسات اللاصقة الناعِمة. وعند استخدامها عن طريق الفم أو الحقن فإن الآثار الجانبية قد تَشمل:الصداع، الغثيان، تغيير للون الجلد لفترة وَجيزة. نادراً ما تحدث ردود الفعل التحسسية. الفلوريسكين هو صبغة يَتم تَناولها من القرنية التالفة بحيث تظهر المنطقة خضراء تَحت ضَوء الكوبالت الأزرق. هناك أيضاً عينة أخرى تأتي مختلطة مع ليدوكائين.
تم تحضير الفلوريسكين لأول مرة في عام 1871. وهو مدرج في قائمة الأدوية الأساسية النموذجية لمنظمة الصحة العالمية، وهي الأدوية الأكثر فعالية وأمناً في نظام الرعاية الصحية. تكلفة الجملة في العالم النامي حوالي 12.25 دولار أمريكي لكل زجاجة 5 مل. أما في المملكة المتحدة فإن جرعة واحدة تكلف حوالي 0.43 جنيه. كما أنها ليست مكلفة في الولايات المتحدة.

## استخدامه للحيوانات
تدار في بعض الأحيان للحيوانات الأليفة في بيئات متعددة لتحديد أي الحيوانات الأليفة يحتاج تعديلاً للسلوك.ويكيبيديا:بحاجة لمصدر